# Usina Termelétrica Termoceará
A Usina Termelétrica Termoceará é uma usina de energia localizada no município de Caucaia, no estado do Ceará.

## Histórico
A usina é fruto do PPT – Plano Prioritário de Termeletricidade, lançado pelo Governo Federal em 2001, durante a crise do “apagão” elétrico. Construída pelo consórcio formado pela EBX Participações e MDU Montana Resources, foi inaugurada em Caucaia (CE) em  1º de maio de 2002, com investimentos de aproximadamente R$ 250 milhões.
A usina foi inicialmente projetada para utilizar o gás natural  proveniente das instalações da Petrobras no Rio Grande do Norte, fornecido pela CEGÁS, distribuidora local de gás natural canalizado.
Em 2005, a Petrobras adquiriu a usina da MPX por US$ 137 milhões.
A partir de 2008, tornou-se bicombustível, podendo também operar com óleo diesel, após investimentos de R$ 130 milhões.

## Capacidade energética
A Usina Termoceará tem potência instalada de 220 MW. É uma das maiores usinas termelétricas do Ceará.
A usina tem quatro turbogeradores, com 55 MW cada. A operação se dá através de ciclo simples.